# Toivo Särkkä

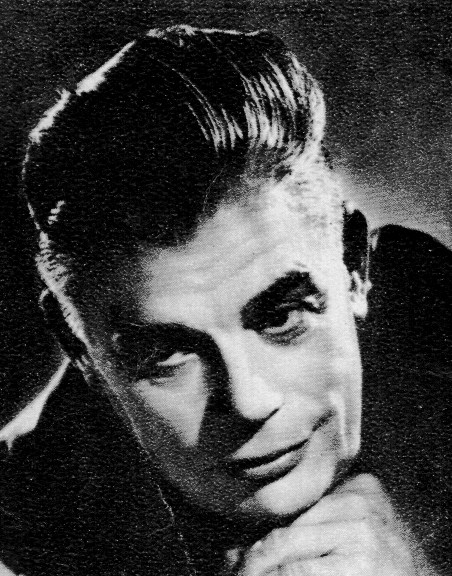
Toivo Särkkä.

Toivo Jalmari ”T. J.” Särkkä (Toivo Hjalmar Silén fram till 1906), född 20 november 1890 i S:t Michel, död 9 februari 1975 i Helsingfors, var en finländsk filmregissör och filmproducent.

## Biografi
Särkkä blev student 1911, filosofie kandidat 1914 och master 1919. Efter studierna verkade Särkkä som bland annat översättare vid en järnvägsstation 1914–1918 och därefter som förman vid Wilho Giers firma 1919–1923. Under tio års tid verkade Särkkä som bankchef och blev 1933 verkställande direktör vid finländska arbetarföreningen, en post han innehade i fem års tid. Särkkä blev med tiden bekant med chefen för Suomi-Filmi, Erkki Karu. Denne lämnade produktionsbolaget 1933 och grundade det egna företaget Suomen Filmiteollisuus, vid vilket Särkkä blev delägare och styrelseledamot under sommaren 1934.
När Karu avled 1935 blev Särkkä Suomen Filmiteollisuus' nya verkställande direktör och chefsregissör. Totalt producerade Särkkä 240 filmer mellan 1936 och 1963, regisserade 52 och skådespelade i tre.
Mellan 1945 och 1965 var Särkkä även ordförande i finländska filmmakarföreningen samt blev förbundets hedersmedlem 1967 och hedersordförande 1970. 1951 tilldelades han Finlands filmförbunds guldmedalj och blev 1967 den förste att mottaga Finlands filmförbunds hederstitel. Under sin långa karriär tilldelades Särkkä fyra Jussistatyetter; 1948 för bästa kortfilm för Dessa trofasta bruna ögon, 1950 för bästa regi för Då Mormor var ung, 1955 för bästa produktion av Dockhandlaren och den vackra Lilith och 1956 för bästa produktion av Okänd soldat.